# Rade Drainac
Rade Drainac (en serbe cyrillique : Раде Драинац ; né le 26 août 1899 à Trbunje et mort le 1er mai 1943 à Belgrade), de son véritable nom Radojko Jovanović, était un poète serbe, appartenant aux courants poétiques d'avant-garde de l'entre-deux-guerres en Serbie. Il a également été rédacteur en chef d'un journal, critique d'art et critique dramatique et il a rédigé des chroniques et des récits de voyage.

## Biographie
Rade Drainac naît le 26 août 1899 dans le village de Trbunje, près de Blace, dans la région de la Toplica. En novembre 1915, alors qu'il est encore lycéen à Kruševac, il rejoint l'armée serbe dans sa retraite à travers le Kosovo, le Monténégro et l'Albanie. En janvier 1916, avec d'autres réfugiés, il arrive à Marseille grâce à la Croix-Rouge. Il continue ses études secondaires en France et écrit son premier poème en 1916, alors qu'il est lycéen à Lyon.
Après un court séjour dans le Paris bohème de l'après-guerre, il rejoint Belgrade en 1919. En 1921, il commence à travailler comme journaliste et publie ses premiers recueils de poèmes, Modri smeh (Le Rire bleu) et Afroditin vrt (Le Jardin d'Aphrodite). En 1922 et 1923, il édite et publique deux numéros de la revue Hipnos, dans lesquels il se montre partisan d'une création gouvernée par l'intuition, le rêve et l'extase.

## Œuvres
Rade Drainac a été influencé par le modernisme de Guillaume Apollinaire et de Blaise Cendrars.
Son œuvre lui a valu des controverses à la fois avec les représentants du surréalisme et ceux de la littérature sociale. Sans écrire lui-même dans la revue Zenit, la grande revue internationale serbe d'avant-garde des années 1920, il s'en rapproche par certains aspects et a été soutenu par son fondateur, Ljubomir Micić.
Rade Drainac a écrit les œuvres suivantes :
- Modri smeh (Le Rire bleu), Belgrade, 1921 ;
- Afroditin vrt (Le Jardin d'Aphrodite), Prokuplje, 1921 ;
- Erotikon, Belgrade, 1923 ;
- Voz odlazi (Parcours en train), Belgrade 1923 (en collaboration) ;
- Dve avanturističke poeme (Deux poèmes d'aventure), Belgrade, 1926 ;
- Lirske minijature (Miniatures lyriques), Skoplje, 1926 ;
- Bandit ili pesnik (Bandit ou Poète), Belgrade, 1928 ;
- Srce na pazaru (Le Cœur au marché), Belgrade, 1929 ;
- Španski zid. Naša ljubav, Belgrade, 1930 ;
- Banket, Belgrade, 1930 ;
- Rasvetljenje, Belgrade, 1934 ;
- Dragoljub Jovanović ili seljački Napoleon, Belgrade, 1935 ;
- Uzurpatori (Uzunović, Jevtić i V. Popović), Belgrade, 1935 ;
- Ulis, Belgrade, 1938 ;
- Osvrti, Belgrade, 1938 ;
- Čovek peva, Belgrade, 1938 ;
- Dah zemlje, Belgrade, 1940 ;
- Crni dani, publié à Belgrade en 1963 ;
- Azil za beskućnike ili univerzalna radionica mrtvačkih sanduka Rusin a. d. ;
- Plamen u pustinji, publié à Belgrade en 1993 ;
- Œuvres de Rade Drainac, 1–10, Belgrade, 1998–1999.
- Bandit ou poète, publié en France aux éditions Slavitude, 2023,  (ISBN 978-2-492799-05-1)

## Prix Drainac
Chaque année, une manifestation appelée « les Rencontres de Drainac » (en serbe : Drainčevi susreti) se déroule à Prokuplje à la fin du mois d'août ; on y attribue le « prix Drainac » (Drainčeva nagrada), décerné au meilleur livre ou recueil de poésie de l'année ; parmi les récompenses, les lauréats reçoivent une statuette en bronze à l'effigie du poète, œuvre du sculpteur Dragan Drobnjak.

### Lauréats du prix Drainac
- 1998 : Matija Bećković ;
- 2002 : Slobodan Stojadinović, pour Uninije ;
- 2003 : Vladimir Jagličić, pour Pred noć ;
- 2004 : Radosav Stojanović, pour Netremice ;
- 2005 : Alek Vukadinović, pour Pesnički atelje ;
- 2006 : Zoran Milić, pour Žrvanj u nigdini ;
- 2007 : Krstivoje Ilić, pour Poreklo soneta ;
- 2009 : Zoran Vučić, pour Stari i novi stihovi ;
- 2010 : Aleksandar Lukić, pour Ne spominji đavola ;
- 2011 : Ivan Negrišorac, pour Svetilnik ;
- 2012 : Andrej Jelić Mariokov, pour Raskućeni stihovi ;
- 2013 : Miljurko Vukadinović, pour Škr.

## Autres hommages
La bibliothèque nationale de Prokuplje est dédiée à Rade Drainac ainsi que le centre culturel de Blace. Des rues portent son nom, à Belgrade, Blace, Kuršumlija, Prokuplje et Kapidžija.